# Aurelianidae
Aurelianidae — родина одиночних коралових поліпів ряду Актинії (Actiniaria).

## Опис
Характеризуються широкою підошвою і короткими лопатевидними щупальцями.

## Класифікація
Відомо два роди і чотири види:
- Actinoporus Duchassaing, 1850
- Aureliana Gosse, 1860